# Karmelitanki Dzieciątka Jezus

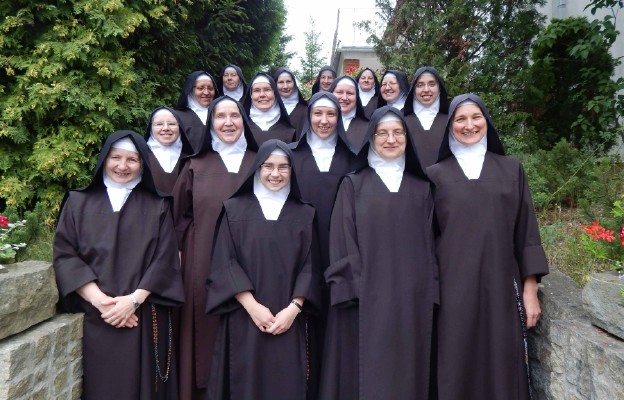
Karmelitanki Dzieciątka Jezus

Zgromadzenie Karmelitanek Dzieciątka Jezus – żeńskie zgromadzenie karmelitańskie na prawie papieskim, agregowane do Zakonu Karmelitów Bosych, oparte na duchowości i Regule karmelitańskiej, łączy modlitwę z apostolstwem czynnym. Założone 31 grudnia 1921 roku w Sosnowcu przez sługi Boże: ojca Anzelma Gądka OCD i matkę Teresę Kierocińską.

## Działalność
Siostry wzorują swoje życie na Najświętszej Osobie Dzieciątka Jezus według praktyki małej drogi św. Teresy od Dzieciątka Jezus, Patronki Zgromadzenia. Jej słowa: „Niebem moim będzie czynić dobrze na ziemi” – są hasłem Zgromadzenia. Siostry pomagają w pracy duszpasterskiej jako: katechetki, organistki, zakrystianki, prowadzą przedszkola, świetlice, domy rekolekcyjne, pracują na misjach w Burundi, Rwandzie, Kamerunie (Afryka), a także na Białorusi, Ukrainie, Łotwie, w Czechach, Słowacji, Francji i we Włoszech. Modlą się szczególnie za kapłanów i misjonarzy. Obecnie Zgromadzenie liczy około 500 sióstr i rozwija się w trzech prowincjach: wrocławskiej, krakowskiej i łódzkiej.

## Formacja
- Aspirat – trwa ok. 2 miesiące, kandydatki otrzymują wstępne informacje o życiu zakonnym
- Postulat – trwa rok, postulantki rozeznają powołanie i włączają się w życie wspólnoty
- Nowicjat – trwa 2 lata, na rozpoczęcie nowicjuszki otrzymują biały welonik, pogłębiają więzi z Jezusem, poznają regułę i konstytucje zakonne. Po roku trwa 6 miesięczna praktyka we wspólnocie, a następnie wracają na pół roku do domu nowicjatu, aby przygotować się do ślubów zakonnych
- Juniorat – trwa 5 lat, rozpoczyna się od pierwszej profesji zakonnej czyli ślubowania czystości, ubóstwa i posłuszeństwa. Siostra podczas obłóczyn zostaje ubrana w habit zakonny i otrzymuje nowe imię, do którego jest dołączany predykat , np. „od Dzieciątka Jezus”. Jest to czas dalszej formacji duchowej, po którym następuje profesja wieczysta[2]

## Historia
W połowie roku 1921 do Anzelma Gądka przyjechał ks. Franciszek Raczyński, prezes Towarzystwa Dobroczynnego w Sosnowcu z prośbą o przysłanie sióstr do pracy charytatywnej wśród ubogich. Tercjarki, które pracowały społecznie w dziełach Raczyńskiego nalegały na niego, aby zwrócił się do prowincjała Karmelitów Bosych o założenie nowego zgromadzenia. Prośbę tę poparł Władysław Krynicki – wizytator zakonów w Polsce.
Prowincjał karmelitów o. Anzelm Gądek został poproszony o wsparcie dzieła charytatywnego w Sosnowcu. Na przełożoną nowego zgromadzenia Anzelm Gadek powołał Janinę Kierocińską, a także wybrał pięć panien z Krakowa do współpracy z przełożoną. 31 grudnia 1921 roku nastąpiły "obłóczyny" nowych sióstr III Zakonu Regularnego. Młode siostry podjęły się pracy w dziele charytatywnym w Sosnowcu, a wkrótce dołączały do nich nowe kandydatki do zgromadzenia.
W kwietniu 1990 roku decyzją Nadzwyczajnej Kapituły Generalnej w Balicach, zgromadzenie podzielono na prowincje:
- krakowską, która obejmuje teren archidiecezji krakowskiej, lubelskiej, przemyskiej, i diecezji bielsko-żywieckiej, kieleckiej, radomskiej, rzeszowskiej, sandomierskiej, tarnowskiej, zamojsko-lubaczowskiej[5]
- łódzką, która obejmuje teren archidiecezji białostockiej, gdańskiej, gnieźnieńskiej, łódzkiej, szczecińsko-kamieńskiej, warmińskiej, warszawskiej, diecezji bydgoskiej, drohiczyńskiej, elbląskiej, ełckiej, kaliskiej, koszalińsko-kołobrzeskiej, łomżyńskiej, łowickiej, pelplińskiej, płockiej,  siedleckiej, toruńskiej, warszawsko-praskiej, włocławskiej, zielonogórsko-gorzowskiej.
- wrocławską, która obejmuje teren archidiecezji częstochowskiej, katowickiej, poznańskiej, wrocławskiej, i diecezji kieleckiej, gorzowskiej, opolskiej, sosnowieckiej[6]

Przełożone generalne:
1921–1946. s. Teresa (Janina Kierocińska).
1946–1958. s. Georgia (Helena Sroka).
1958–1964. s. Agnes (Zofia Grudniewska).
1964–1966. s. Georgia (Helena Sroka).
1966–1982. s. Cecylia (Maria Czerwińska).
1982–1994. s. Assumpta (Anna Stanek).
1994–2006. s. Narcyza (Maria Chmura).
2006–2012. s. Faustyna (Górowska).
2012–2024. s. Błażeja (Teresa Stefańska).
2024– nadal s. Wiktoria (Renata Szczepańczyk).

## Założyciele
- Anzelm Gądek, urodzony 24 lutego 1884 roku w Marszowicach (w diecezji krakowskiej). W 1901 roku wstąpił do Zakonu Karmelitów. Na kapłana wyświęcony w Rzymie 25 lipca 1907 roku. W 1920 roku mianowany pierwszym prowincjałem wskrzeszonej Polskiej Prowincji Karmelitów Bosych. W 1921 roku przy współudziale Janiny Kierocińskiej (Teresy od św. Józefa) założył "Zgromadzenie Sióstr Karmelitanek Dzieciątka Jezus". Zmarł w opinii świętości w Łodzi 15 października 1969 roku. Proces beatyfikacyjny rozpoczął się 2 lutego 2002 roku.

- Teresa Kierocińska, urodzona 14 czerwca 1885 roku w Wieluniu. W 1903 była w klasztorze sióstr Szarytek. W 1909 roku poznała Anzelma Gądka i wstąpiła do świeckiego Karmelu w Krakowie. W 1921 roku została przełożoną nowego Zgromadzenia Karmelitanek Dzieciątka Jezus. Zmarła w opinii świętości 12 lipca 1946 roku w Sosnowcu. Proces beatyfikacyjny odbył się w latach 1983–1988. Od 3 maja 2013 przysługuje jej tytuł "Czcigodnej Służebnicy Bożej"[8].

## Prowincje zakonne
Dom generalny:
- Marki (1990, dom generalny)[9]

### Prowincja krakowska
Domy zakonne:
- Balice (1967, dom prowincjonalny, arch. krakowska)
- Barcice (1963, diec. tarnowska)
- Chomranice (1957, diec. tarnowska)
- Czerna (1938, dom rekolekcyjny, arch. krakowska)
- Gołkowice Górne (1952, arch. krakowska)
- Gorzyce Przeworskie (1970, arch. przemyska)
- Lublin (1948, arch. lubelska)
- Marszowice (dom pamięci Sługi Bożego o. Anzelma Gądka, arch. krakowska)
- Mielec (1961, diec. tarnowska)
- Niegowić (arch. krakowska)
- Wielogłowy (1958, diec. tarnowska)
- Zakopane (1958, arch. krakowska)
- Mikulińce (2001, Ukraina, arch. lwowska)
- Nitra (2010, Słowacja, diec. nitrzańska)
- Praga (1993, Czechy, arch. praska)

### Prowincja łódzka
Domy zakonne:
- Łódź (1947, dom prowincjonalny, arch. łódzka)
- Kaszewice (1962, arch. łódzka)
- Konstancin-Jeziorna (1957, arch. warszawska)
- Ksawerów (1958, arch. łódzka)
- Łapy (2002, diec. łomżyńska)
- Łódź (1998, dom księży emerytów, arch. łódzka)
- Siemiatycze (1970, diec. drohiczyńska)
- Sopot (1985, arch. gdańska)
- Toruń (1990, diec. toruńska)
- Adamowicze (1991, Białoruś, diec. grodzieńska)
- Brześć (1991, Białoruś, diec. pińska)
- Gudogaje (1991, Białoruś, diec. grodzieńska)
- Jełgawa (2006, Łotwa, diec. jełgawska)
- Ryga (2008, Łotwa, arch. ryska)

### Prowincja wrocławska
Domy zakonne:
- Wrocław (1991, dom prowincjonalny)
- Czeladź (diec. sosnowiecka)
- Imielin (1968, arch. katowicka)
- Kolonowskie (2000, diec. opolska)
- Kroczyce (1953, diec. kielecka)
- Puszczykowo (arch. poznańska)
- Sosnowiec (1921, dom macierzysty, diec. sosnowiecka)
- Truskolasy (arch. częstochowska)
- Wolbrom (1927, diec. sosnowiecka)

### Wspólnoty zagraniczne
- Bagnères-de-Bigorre (2009, Francja)
- Beaune (Francja)
- Tulon (Francja)

### Wspólnoty misyjne
- Bużumbura (2007, Burundi)
- Gasura (2005, Burundi)
- Gitega (2003, Burundi)
- Musongati (1973, Burundi)
- Dimako (2003, Kamerun)
- Koudandeng (Kamerun)
- Rugango (Rwanda)

## Władze zakonne
Zarząd generalny:
- s. Wiktoria od św. Michała Archanioła (Renata Szczepańczyk) – przełożona generalna
- s. Arnolda od Najświętszych Ran Pana Jezusa (Weronika Dulak) – wikaria generalna
- s. Eufemia od Miłości Miłosiernej (Joanna Wydra) – II asystentka generalna
- s. Imelda od Chrystusa Króla (Ewa Kwiatkowska) – III asystentka generalna
- s. Ilona od Niepok. Oblubienicy Ducha Świętego (Ilona Firszt) – IV asystentka generalna
- s. Samuela od Najśw. Serca Pana Jezusa (Krystyna Lach) – ekonomka generalna

Zarząd prowincji krakowskiej:
- s. Terezitta od Dobrego Pasterza (Bernadetta Górka) – przełożona prowincjalna
- s. Donancja od Matki Łaski Bożej (Marta Mlicka) – wikaria prowincjonalna
- s. Estera od Ducha Świętego (Ewa Klimek) – II radna prowincjonalna
- s. Jeremiasza od Miłosierdzia Bożego (Monika Holewiak) – III radna prowincjonalna
- s. Wiktoryna od Krzyża (Elżbieta Banaś) – IV radna prowincjonalna
- s. Klarissa od Oblicza Najświętszego Zbawiciela (Maria Szczęsna) – ekonomka prowincjonalna

Zarząd prowincji łódzkiej:
- s. Eliza od Miłosierdzia Bożego – przełożona prowincjonalna
- s. Agnieszka od Miłosierdzia Bożego
- s. Vianneya od św. Jana Ewangelisty
- s. Łucja od Miłosierdzia Bożego Niepokalanego Serca Maryi
- s. Noela od Najświętszej Rodziny
- s. Jadwiga od Krzyża – ekonomka prowincjonalna

Zarząd prowincji wrocławskiej:
- s. Lucjusza od Najświętszej Rodziny (Anna Faińska) – przełożona prowincjalna
- s. Tymoteusza od Miłosiernego Ojca (Urszula Ćwierz) – wikaria prowincjonalna
- s. Błażeja od Krzyża Chrystusowego (Teresa Stefańska) – II radna prowincjalna
- s. Fidelis od Chrystusa Sługi (Katarzyna Miazga) –  III radna prowincjalna
- s. Makaria od Przenajdroższej Kwi Chrystusa (Gabriela Wrona) – IV radna prowincjalna
- s. Łukasza od Wniebowzięcia NMP – ekonomka prowincjonalna